# エンペラータマリン
エンペラータマリン（Saguinus imperator）は、哺乳綱霊長目オマキザル科に分類されるタマリンの一種。名はドイツ皇帝のヴィルヘルム2世に由来する。

## 分布
ブラジル西部、ペルー南東部から東部にかけて、ボリビア北西部

## 形態
頭胴長（体長）23–26センチメートル、尾長35–42センチメートル、体重400–500グラム。
体色は灰色かかった淡黄色で、尾は暗赤色。手足は黒い。口部は白く、長さ6センチメートル程度の口髭が左右に垂れ下がる。

## 分類
種小名imperatorは「皇帝」の意で、剥製師がカイゼル髭にした本種の剥製から命名者のエミール・ゲルディが連想したことにちなむ。
以下の亜種の分類は、Rylands et al.（2016）・Garbino & Martins-Junior（2018）に従う。 
Saguinus imperator imperator (Goeldi, 1907) クロアゴエンペラータマリン Black-chinned emperor tamarin
ブラジルからペルーにかけて
あごひげが短い。
Saguinus imperator subgrisescens (Lönnberg, 1940) アゴヒゲエンペラータマリン Bearded emperor tamarin
ブラジル西部、ペルー南東部、ボリビア西部
長いあごひげが下方に伸びる。

## 生態
アマゾン上流域の低地熱帯雨林の一次林や二次林に生息する。
食料は果実や樹液、昆虫などだが、時々鳥の卵なども食べる。
行動範囲は0.3~0.4平方キロメートルとみられ、行動範囲が他のタマリンと重なった場合は鳴き声などで主張。
一夫一婦制が通常だが、支配的な雌は複数の雄との交配も見られる。
妊娠期間は約140~150日で、主に食料の多い雨季に出産。1~2子、稀に3子産む。
天敵は大型の蛇や猛禽類。
寿命は約10年だが、飼育下では17~20年生きる事例も。

## 幼少時の生態
産まれた時の重さは約35グラムで、2~3ヶ月授乳で過ごす。
生後6~7週間まで親の背に乗って行動。
雄雌どちらも16~20ヶ月程で性成熟。

## 保全状態
現時点では絶滅の危険性は無いが、分布域が少ない事から減少の心配がある。